# Paul Albert (Philologe)
Paul Albert (* 14. Dezember 1827 in Thionville, Département Moselle; † 21. Juni 1880 in Paris) war ein französischer Literaturhistoriker.

## Leben

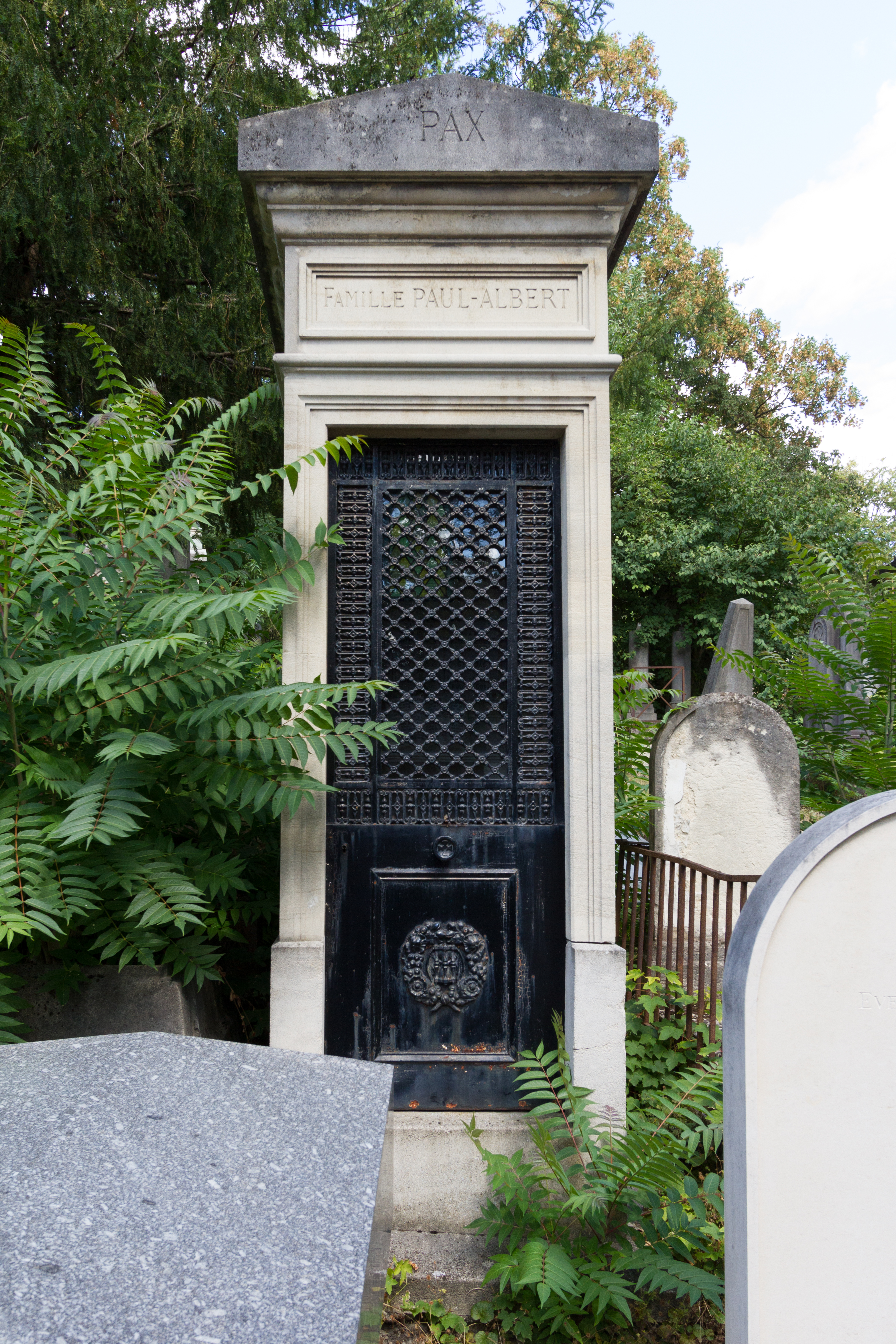
Grab auf dem Friedhof Père Lachaise

Paul Albert studierte an der École normale supérieure in Paris (Agrégation 1851) und war danach zunächst als Lehrer tätig. 1857 wurde er an der Universität Paris promoviert. Er war Professor für Literatur an der Facultés des lettres der Universität Poitiers (1860–1866) und Maître de Conférences an der École Normale Supérieure in Paris. Von 1878 bis zu seinem Tode hatte er den Lehrstuhl für moderne französische Sprache und Literatur am Collège de France inne.
Paul Albert starb im Alter von 52 Jahren und ist auf dem Cimetière du Père-Lachaise in Paris beerdigt. 1872 wurde er Ritter der Ehrenlegion.
Im Jahr 1881 verlieh die Académie française seiner Witwe posthum den halben Prix Monbinne in Anerkennung des Werkes ihres Mannes und eine lobende Anerkennung des Prix Bordin für Variétés morales et littéraires.
Nach ihm ist die Rue Paul Albert im 18. Arrondissement von Paris benannt.

## Veröffentlichungen
- Saint Jean Chrysostome considéré comme orateur populaire, Dissertation, 1858 (Digitalisat).
- La Poésie. Leçons faites à la Sorbonne, pour l’enseignement secondaire des jeunes filles. Hachette, Paris 1868.
- Histoire de la littérature romaine, 2 Bände, 1870–1871 (Digitalisat Band 1,  Band 2).
- La Littérature française des origines à la fin du XVIe siècle, 1872.
- La Littérature française au dix-septième siècle, 1873; 10. Auflage 1901.
- La Prose. Études sur les chefs-d’œuvre des prosateurs de tous les temps et de tous les pays, 1874.
- Œuvres choisies de D. Diderot, introduction de Paul Albert. Jouaust, Librairie des bibliophiles, Paris 1877–1879, 6 Bände. Nachdruck 1892 und 1917.
- Lettres de Jean-François Ducis, 1879 (Digitalisat).
- Variétés morales et littéraires, 1879.
- Poètes et poésies, 1881.
- La Littérature française au dix-neuvième siècle, 2 Bände, 1882.